# Konjščina
Konjščina è un comune della Croazia di 1 643 abitanti della regione di Krapina e dello Zagorje.